# Jordan Harper
Jordan Harper (Springfield, 1976) è uno scrittore e sceneggiatore statunitense.

## Biografia
Nato a Springfield, Missouri, vive e lavora a Los Angeles.
Laureato nel 1995 alla Glendale High School, ha frequentato l'Università del Missouri e ha lavorato come editore musicale per il Riverfront Times di Saint Louis.
Trasferitosi a New York ha pubblicato il suo primo racconto, Johnny Cash Is Dead, nella rivista Thuglit e, spostatosi a Los Angeles e fattosi notare per un copione per The Shield, ha lavorato come sceneggiatore per la televisione.
Dopo due raccolte di racconti ha pubblicato il suo primo romanzo Educazione criminale, nel 2017 al quale ha fatto seguito The Last King of California nel 2022 e Tutti sanno l'anno successivo, ben accolto dalla critica. 

## Opere

### Romanzi
- Educazione criminale (She Rides Shotgun, 2017), Torino, Einaudi, 2018 traduzione di Mariagiulia Castagnone ISBN 978-88-06-23272-6.
- The Last King of California (2022)
- Tutti sanno (Everybody Knows, 2023), Vicenza, Neri Pozza, 2024 traduzione di Giovanni Zucca ISBN 978-88-545-2966-3.

### Raccolte di racconti
- American Death Songs (2013)
- Love and Other Wounds (2015)

## Sceneggiature

### Televisione
- The Mentalist, serie TV (2008-2015): episodi 3x13-3x21-3x22-3x24 ; 4x9-4x16; 5x4-4x14; 6x7-6x16; 7x2-7x5-7x11-7x13
- Gotham, serie TV (2014-2019): episodi 1x21 ; 2x5-2x14-2x21
- L.A. Confidential (film TV), regia di Michael Dinner (2018)

## Premi e riconoscimenti

### Vincitore
Edgar Allan Poe Award per il miglior primo romanzo
- 2018 con Educazione criminale[6]

Premio Alex
- 2018 con Educazione criminale[7]

CWA Ian Fleming Steel Dagger
- 2024 con Tutti sanno[8]